# Ilhéu de Baixo - Ilha Graciosa
Ilhéu de Baixo - Ilha Graciosa este o arie protejată (arie de protecție specială avifaunistică — SPA) din Portugalia întinsă pe o suprafață de 32,09 ha, integral pe uscat.

## Localizare
Centrul sitului Ilhéu de Baixo - Ilha Graciosa este situat la coordonatele 39°00′N 27°57′W / 39°N 27.95°V.

## Înființare
Situl Ilhéu de Baixo - Ilha Graciosa a fost declarat arie de protecție specială avifaunistică în martie 1990 pentru a proteja 3 specii de plante și 15 specii de animale.

## Biodiversitate
Situată în ecoregiunea , aria protejată conține 3 habitate naturale: Vegetație anuală la limita mareei, Vegetație perenă pe țărmurile stâncoase, Faleze cu floră endemică de pe coastele macaroneziene.
La baza desemnării sitului se află mai multe specii protejate:
- plante (3): Azorina vidalii, Erica scoparia subsp. azorica, Spergularia azorica
- păsări (15): stârc cenușiu (Ardea cinerea), pietruș (Arenaria interpres), Bulweria bulwerii, Calidris alba, Calonectris diomedea, prundăraș de sărătură (Charadrius alexandrinus), egretă mică (Egretta garzetta), Larus marinus, pescăruș râzător (Larus ridibundus), Numenius phaeopus, Oceanodroma castro, Pterodroma feae, Puffinus assimilis, Sterna dougallii, chiră de baltă (Sterna hirundo)

Pe lângă speciile protejate, pe teritoriul sitului au mai fost identificate 6 specii de plante, 10 specii de păsări, 1 specie de mamifere.